# Luperina armoricana
Luperina armoricana là một loài bướm đêm trong họ Noctuidae.